# Finale del campionato mondiale femminile di calcio 2019
La finale del campionato mondiale femminile di calcio 2019 si tenne il 7 luglio 2019 al Parc Olympique Lyonnais di Lione tra le nazionali femminili di Stati Uniti e Paesi Bassi. È stata la finale dell'ottava edizione del campionato mondiale femminile di calcio, terminata con la vittoria per 2-0 delle statunitensi che hanno così confermato il titolo mondiale conquistato quattro anni prima. Gli Stati Uniti hanno in tal modo eguagliato la Germania, che aveva vinto due edizioni consecutive nel 2003 e nel 2007.

## Cammino verso la finale

### Stati Uniti
Le statunitensi furono inserite nel gruppo F, insieme a Svezia, Cile e Thailandia.
L'11 giugno a Reims, le statunitensi umiliarono la Thailandia con un sonoro 13-0; protagonista della partita Morgan autrice di una cinquina, seguita da Lavelle e Mewis con una doppietta ciascuna. Marcatrici della partita anche Horan, Rapinoe, Pugh e Lloyd con una rete a testa. Cinque giorni dopo al Parco dei Principi di Parigi gli Stati Uniti batterono 3-0 il Cile con la doppietta di Lloyd e la rete di Ertz assicurandosi il passaggio del turno. All'ultima giornata nella decisiva sfida per il primo posto con la Svezia le statunitensi ebbero la meglio grazie alla rete di Horan dopo appena 3', e l'autogoal di Andersson nella ripresa. Gli Stati Uniti conclusero il girone a pieni punti, seguita dalla Svezia con 6. Eliminate Cile e Thailandia.
Il 24 giugno, negli ottavi di finale, le statunitensi affrontarono la Spagna a Reims; gli Stati Uniti vinsero 2-1 con due rigori di Rapinoe, intervallati dal momentaneo pareggio iberico siglato da Hermoso. Quattro giorni dopo, nei quarti di finale a Parigi le statunitensi ebbero la meglio per 2-1 sulla Francia padrona di casa; decisiva un'altra doppietta di Rapinoe, per le francesi gol nel finale di Renard. In semifinale a Lione contro l'Inghilterra, le statunitensi vinsero 2-1; decisivi i gol di Press e Morgan dopo il momentaneo pareggio inglese di White. Al minuto 84' l'Inghilterra avrebbe l'occasione per pareggiare ma Houghton si fa respingere il calcio di rigore da Naeher che salva il risultato diventando così l’eroina della serata.

### Paesi Bassi
L'altra finalista, ovvero i Paesi Bassi, fu inserita nel Gruppo E insieme a Camerun, Canada e Nuova Zelanda.
La prima avversaria fu la Nuova Zelanda, che l'11 giugno a Le Havre venne battuta 1-0 con rete di Roord nei minuti di recupero. Nella seconda giornata le olandesi batterono 3-1 il Camerun con doppietta di Miedema e gol di Bloodworth. Alla terza giornata le olandesi vinsero 2-1 contro il Canada con le reti di Dekker e Beerensteyn. La classifica finale vide i Paesi Bassi chiudere a pieni punti, seguito dal Canada con 6, Cameron con 3 e qualificato come migliore terza, e Nuova Zelanda con 0 punti ed eliminata.
Agli ottavi di finale, il 25 giugno le olandesi affrontarono le vicecampioni in carica del Giappone a Rennes vincendo 2-1; dopo le reti segnate nel primo tempo rispettivamente da Martens e Hasegawa, la partita fu decisa da un rigore trasformato dalla stessa Martens nei minuti di recupero. Nei quarti di finale giocati quattro giorni dopo a Valenciennes le olandesi si trovarono di fronte l'Italia; dopo un primo tempo abbastanza equilibrato con occasioni da una parte e dell'altra, la partita fu decisa nella ripresa dai gol al 70' di Miedema e all'80' di van der Gragt. La semifinale disputata il 3 luglio ancora a Lione vide i Paesi Bassi affrontare la Svezia; dopo i tempi regolamentari terminati a reti inviolate, l'incontro fu deciso da una rete di Groenen al 9' del primo tempo supplementare.

### Tabella riassuntiva del percorso
Note: In ogni risultato sottostante, il punteggio della finalista è menzionato per primo.
| Pos. | Squadra     | Pt | G | V | N | P | GF | GS | DR  |
| ---- | ----------- | -- | - | - | - | - | -- | -- | --- |
| 1.   | Stati Uniti | 9  | 3 | 3 | 0 | 0 | 18 | 0  | +18 |
| 2.   | Svezia      | 6  | 3 | 2 | 0 | 1 | 7  | 3  | +4  |
| 3.   | Cile        | 3  | 3 | 1 | 0 | 2 | 2  | 5  | -3  |
| 4.   | Thailandia  | 0  | 3 | 0 | 0 | 3 | 1  | 20 | -19 |

| Pos. | Squadra       | Pt | G | V | N | P | GF | GS | DR |
| ---- | ------------- | -- | - | - | - | - | -- | -- | -- |
| 1.   | Paesi Bassi   | 9  | 3 | 3 | 0 | 0 | 6  | 2  | +4 |
| 2.   | Canada        | 6  | 3 | 2 | 0 | 1 | 4  | 2  | +2 |
| 3.   | Camerun       | 3  | 3 | 1 | 0 | 2 | 3  | 5  | -2 |
| 4.   | Nuova Zelanda | 0  | 3 | 0 | 0 | 3 | 1  | 5  | -4 |

## Descrizione della partita
La partita è iniziata alle 17:00 con una temperatura di 31 °C, inferiore alle precedenti previsioni per l'ondata di caldo continentale in corso. Alla partita hanno assistito 57.900 spettatori, tra cui un gran numero di tifosi americani e un certo numero di tifosi olandesi organizzato dietro una delle porte. Tra i presenti c'erano anche il presidente francese Emmanuel Macron, il monarca olandese Guglielmo Alessandro e diversi calciatori professionisti maschili e femminili.
Gli Stati Uniti hanno iniziato con diversi attacchi all'inizio della partita, ma non sono riusciti a segnare nei minuti iniziali come avevano fatto nelle sei partite precedenti. Le due squadre hanno commesso diversi falli, incluso uno che ha fatto guadagnare a Sherida Spitse un cartellino giallo al decimo minuto, ma gli Stati Uniti hanno mantenuto il possesso palla e avuto diverse occasioni da gol. Il portiere e capitano olandese Sari van Veenendaal ha effettuato diverse parate per tenere inviolata la porta, incluse su due tiri prima dell'intervallo di Sam Mewis e Alex Morgan. Un fallo su Rose Lavelle sul limite dell'area di rigore non è stato sanzionato, consentendo alle olandesi di lanciare un contropiede che si è concluso con un fallo sull'attaccante Lineth Beerensteyn da parte della difenditrice statunitense Abby Dahlkemper, che ha ottenuto un cartellino giallo. Nel recupero del primo tempo, la difenditrice statunitense Kelley O'Hara e l'ala olandese Lieke Martens si sono scontrate di testa durante un duello in area di rigore, con il risultato che O'Hara è stata sostituita all'intervallo da Ali Krieger.

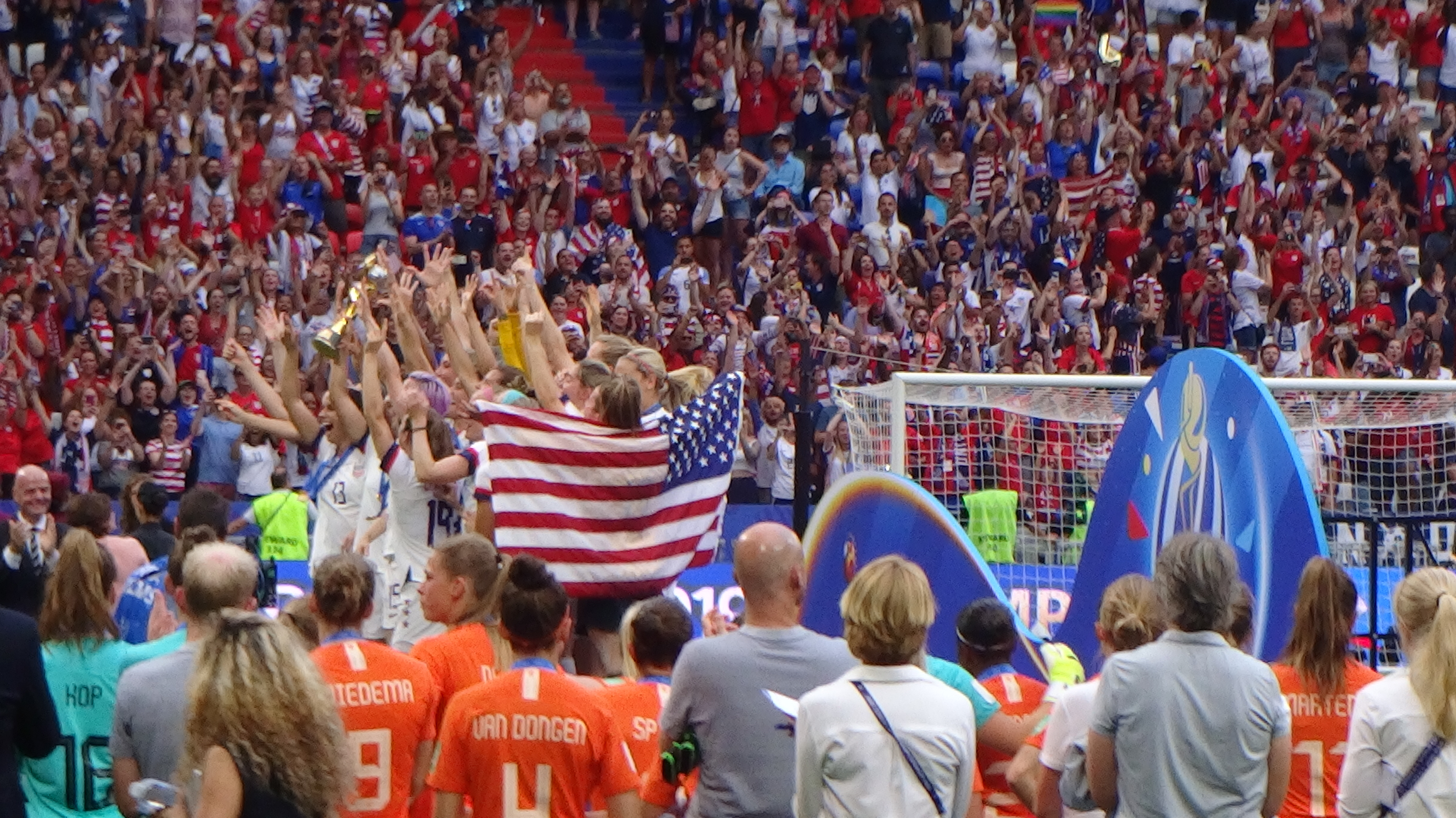
La premiazione delle statunitensi.

Un altro duello fisico, che ha portato a un sanguinoso taglio al viso per la difenditrice statunitense Becky Sauerbrunn, è avvenuto all'inizio del secondo tempo mentre gli Stati Uniti hanno continuato ad avere la maggior parte delle possibilità di attacco. La difenditrice olandese Stefanie van der Gragt diede un calcio sulla spalla dell'attaccante statunitense Alex Morgan mentre tentava di controllare la palla in area di rigore, fallo non sanzionato immediatamente fino a quando una revisione VAR dell'arbitro Stéphanie Frappart ha assegnato un rigore agli Stati Uniti. Van der Gragt ha ottenuto un cartellino giallo e il successivo rigore è stato segnato al 61' dal capitano degli Stati Uniti Megan Rapinoe; il rigore è stato il sesto gol di Rapinoe nel corso del torneo, facendole vincere la Scarpa d'Oro e rendendola la giocatrice più anziana ad aver segnato in una finale di Coppa del Mondo femminile. Otto minuti dopo, Rose Lavelle ha segnato il secondo gol per gli Stati Uniti in una corsa solitaria attraverso la difesa olandese che si è conclusa con un sinistro dai 16 metri.
Sotto 2-0 e con ancora diverse occasioni per gli Stati Uniti, l'Olanda ha sostituito la difenditrice Anouk Dekker con l'attaccante Shanice van de Sanden che ha poi costretto il portiere statunitense Alyssa Naeher ad una parata miracolosa. Van Veenendaal ha effettuato diverse parate per negare un terzo gol agli Stati Uniti dopo i tiri in porta di Morgan, Tobin Heath e Crystal Dunn. Rapinoe è stato sostituito da Christen Press al 79', mentre Carli Lloyd è stato inserito negli ultimi minuti. Dopo il fischio finale, la panchina degli Stati Uniti si è riversata in campo per celebrare il quarto titolo della squadra.

## Tabellino
| Arbitro: | Frappart |

|                                |           |  |
| Rapinoe 61’ (rig.) Lavelle 69’ | Marcatori |  |

| Stati Uniti | Paesi Bassi |

| Stati Uniti (4-3-3) |    |                  |     |     |
|                     |    |                  |     |     |
| P                   | 1  | Alyssa Naeher    |     |     |
| D                   | 5  | Kelley O'Hara    |     | 46’ |
| D                   | 7  | Abby Dahlkemper  | 42’ |     |
| D                   | 4  | Becky Sauerbrunn |     |     |
| D                   | 19 | Crystal Dunn     |     |     |
| C                   | 3  | Sam Mewis        |     |     |
| C                   | 8  | Julie Ertz       |     |     |
| C                   | 16 | Rose Lavelle     |     |     |
| A                   | 17 | Tobin Heath      |     | 87’ |
| A                   | 13 | Alex Morgan      |     |     |
| A                   | 15 | Megan Rapinoe    |     | 79’ |
| A disposizione:     |    |                  |     |     |
| D                   | 11 | Ali Krieger      |     | 46’ |
| A                   | 23 | Christen Press   |     | 79’ |
| C                   | 10 | Carli Lloyd      |     | 87’ |
| CT:                 |    |                  |     |     |
| Jill Ellis          |    |                  |     |     |

| Paesi Bassi (4-3-3) |    |                        |     |     |
|                     |    |                        |     |     |
| P                   | 1  | Sari van Veenendaal    |     |     |
| D                   | 2  | Desiree van Lunteren   |     |     |
| D                   | 6  | Anouk Dekker           |     | 73’ |
| D                   | 3  | Stefanie van der Gragt | 60’ |     |
| D                   | 20 | Dominique Bloodworth   |     |     |
| C                   | 14 | Jackie Groenen         |     |     |
| C                   | 10 | Daniëlle van de Donk   |     |     |
| C                   | 8  | Sherida Spitse         | 10’ |     |
| A                   | 21 | Lineth Beerensteyn     |     |     |
| A                   | 9  | Vivianne Miedema       |     |     |
| A                   | 11 | Lieke Martens          |     | 70’ |
| A disposizione:     |    |                        |     |     |
| C                   | 19 | Jill Roord             |     | 70’ |
| A                   | 7  | Shanice van de Sanden  |     | 73’ |
| CT:                 |    |                        |     |     |
| Sarina Wiegman      |    |                        |     |     |

| Assistenti arbitrali: Manuela Nicolosi (Francia) Michelle O'Neill (Irlanda) Quarto ufficiale: Claudia Umpiérrez (Uruguay) Quinto ufficiale: Luciana Mascaraña (Uruguay) Video Assistant Referee: Carlos del Cerro Grande (Spagna) Assistenti VAR: José María Sánchez Martínez (Spagna) Mariana de Almeida (Argentina) | Regole incontro: - 90 minuti. - 30 minuti di tempi supplementari se necessario. - Tiri di rigore se l'incontro finisce in parità. - Dodici atlete a disposizione come sostituti. - Tre sostituzioni massime durante l'incontro. |